# Sucheep Likittay
Sucheep Likittay (1 de abril de 1952) é um ex-ciclista tailandês. Representou sua nação nos Jogos Olímpicos de Verão de 1976, na prova de contrarrelógio.